# Jean-Léon Gérôme

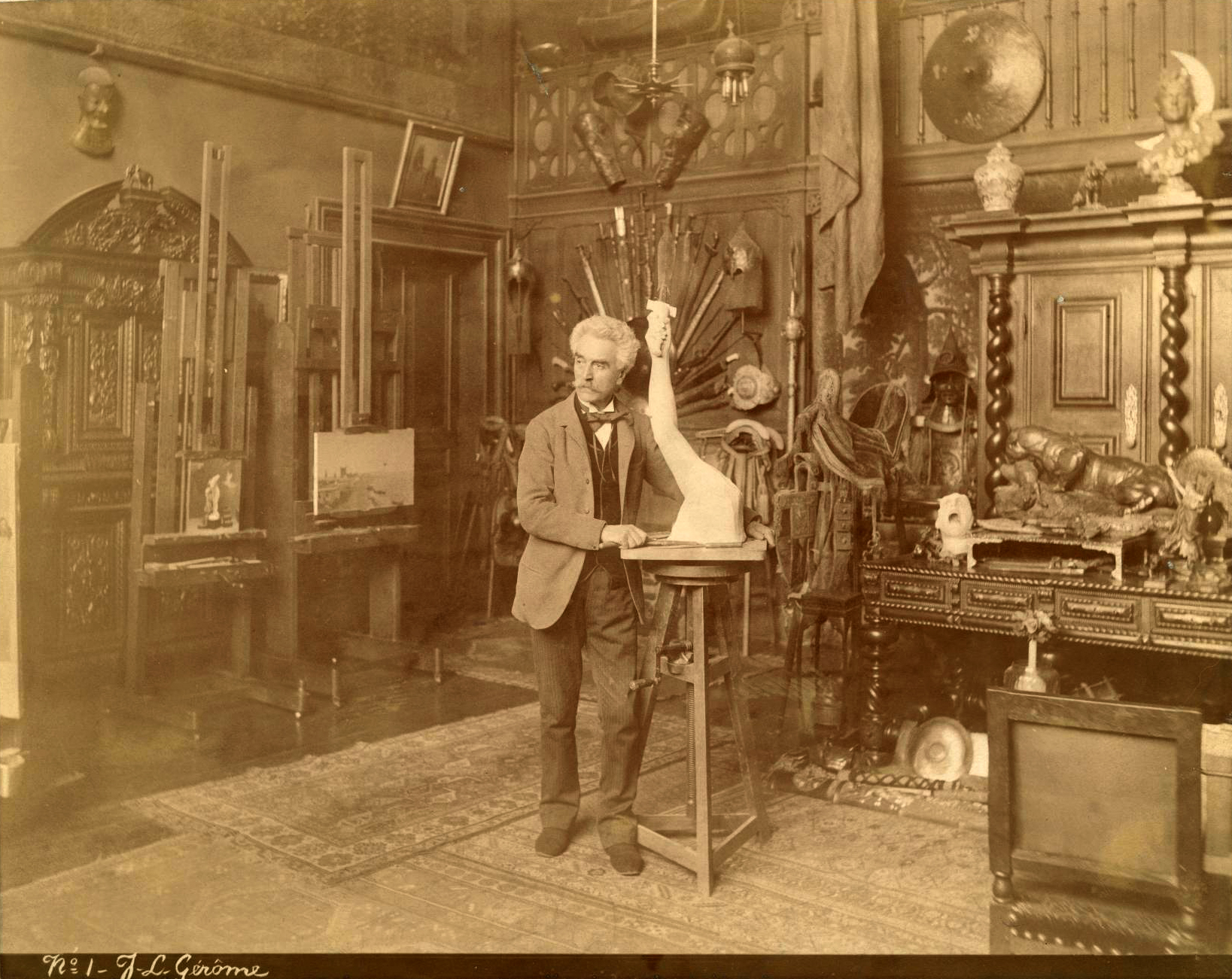
Artysta w swej pracowni

Jean-Léon Gérôme (ur. 11 maja 1824 w Vesoul, zm. 10 stycznia 1904 w Paryżu) – francuski malarz i rzeźbiarz akademicki, neoklasycysta. 

## Życiorys
Dużą część jego dzieł stanowią heroiczne stylizacje egzotyczne i historyczne, m.in. egipskie. Sprzeciwiał się impresjonistom. A jednak w ostatnich latach życia próbował wykorzystywać ich technikę i nastrojowość (np. Portret ojca i syna artysty). Studiował w pracowni Paula Delaroche. Jednym z jego uczniów był Vlastimil Hofman.

## Dzieła
- Anakreont, Bachus i Amor (1848), Musée des Augustins, Tuluza
- Autoportret (1886), Art Gallery, Aberdeen
- Basen w haremie (ok. 1876), Ermitaż, Sankt Petersburg
- Baszybuzuk (1869), Metropolitan Museum of Art, Nowy Jork
- Egzekucja marszałka Neya (1868), Graves Art Gallery(inne języki) w Sheffield
- Handlarz dywanów (Sprzedawca dywanów w Kairze) (ok. 1887), Minneapolis Institute of Art
- Król Kandaules (1859–1861), Muzeum Sztuk Pięknych im. Puszkina w Moskwie
- Noc (1850–1855), Musée d’Orsay, Paryż
- Pigmalion i Galatea (1880), Metropolitan Museum of Art, Nowy Jork
- Pojedynek po balu maskowym (1857), Musée Condé, Chantilly
- Portret Armanda Gérôme’a (1848), National Gallery w Londynie
- Śmierć Cezara (1867), Walters Art Museum, Baltimore
- Walka kogutów lub Młodzi Grecy przygotowujący koguty do walki (1846), Luwr, Paryż
- Wiek Augusta: narodziny Jezusa Chrystusa (1855), Musée d’Orsay, Paryż

## Galeria

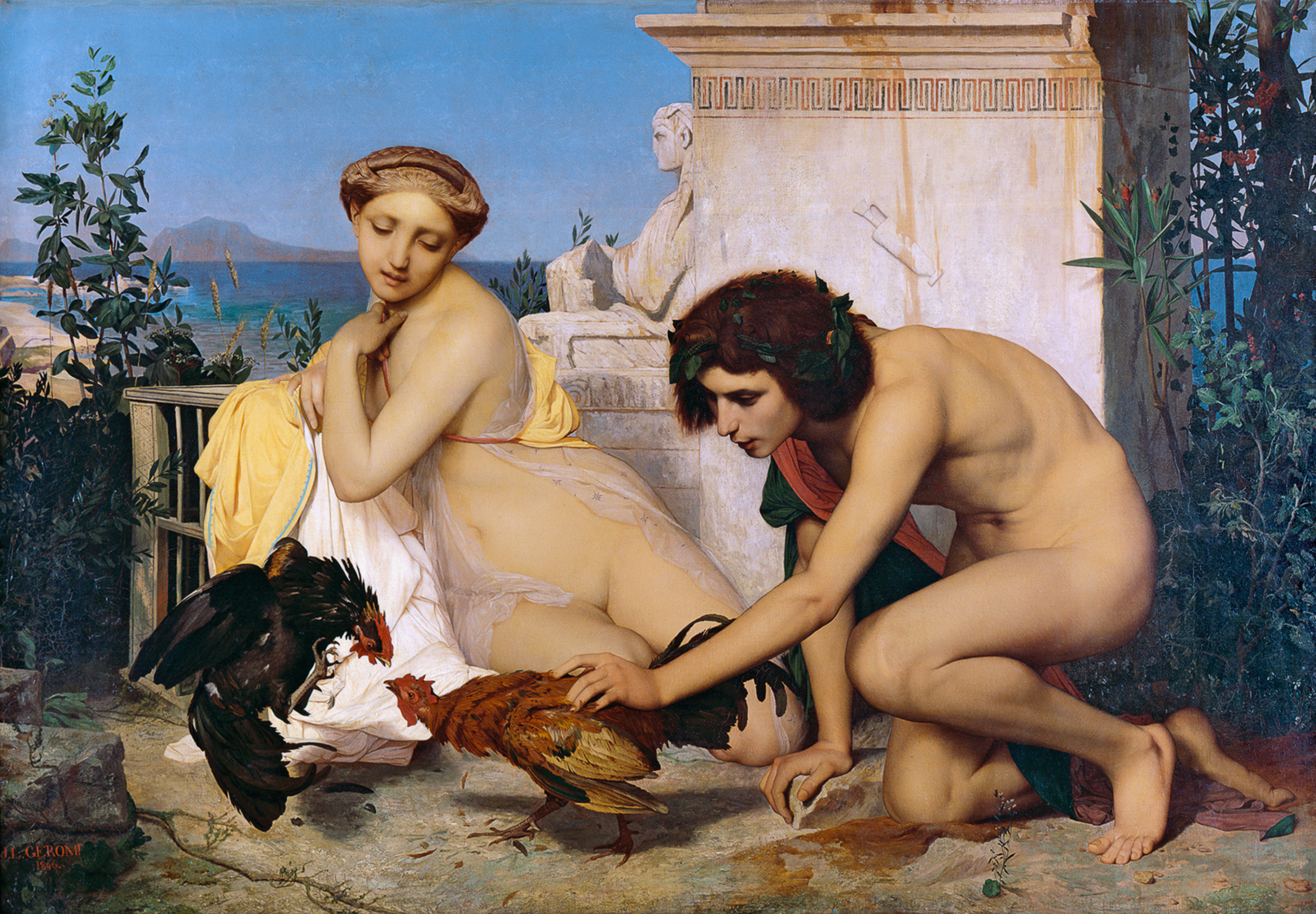
Walka kogutów (1846), Musée d’Orsay, Paryż
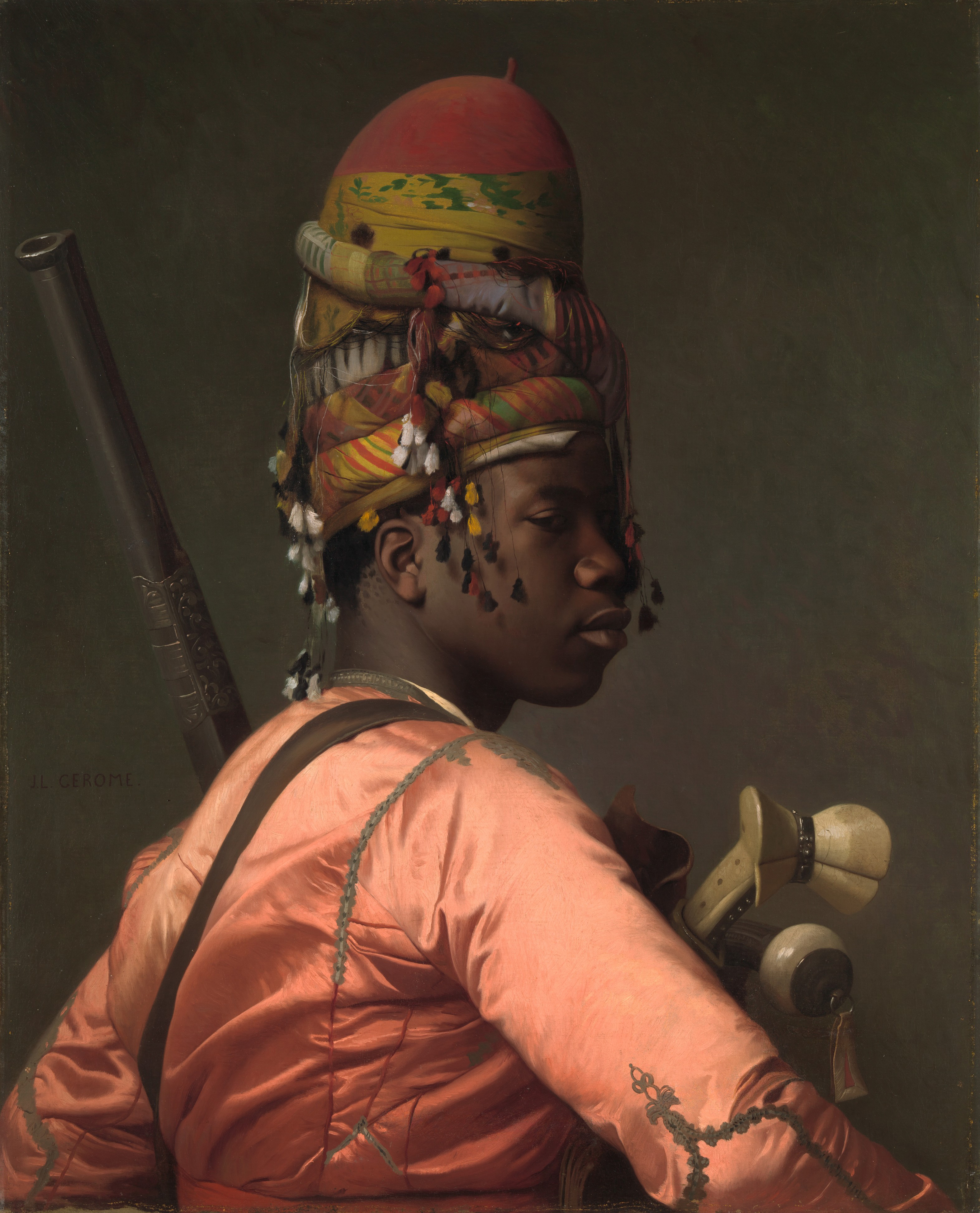
Baszybuzuk (1869), Metropolitan Museum of Art, Nowy Jork
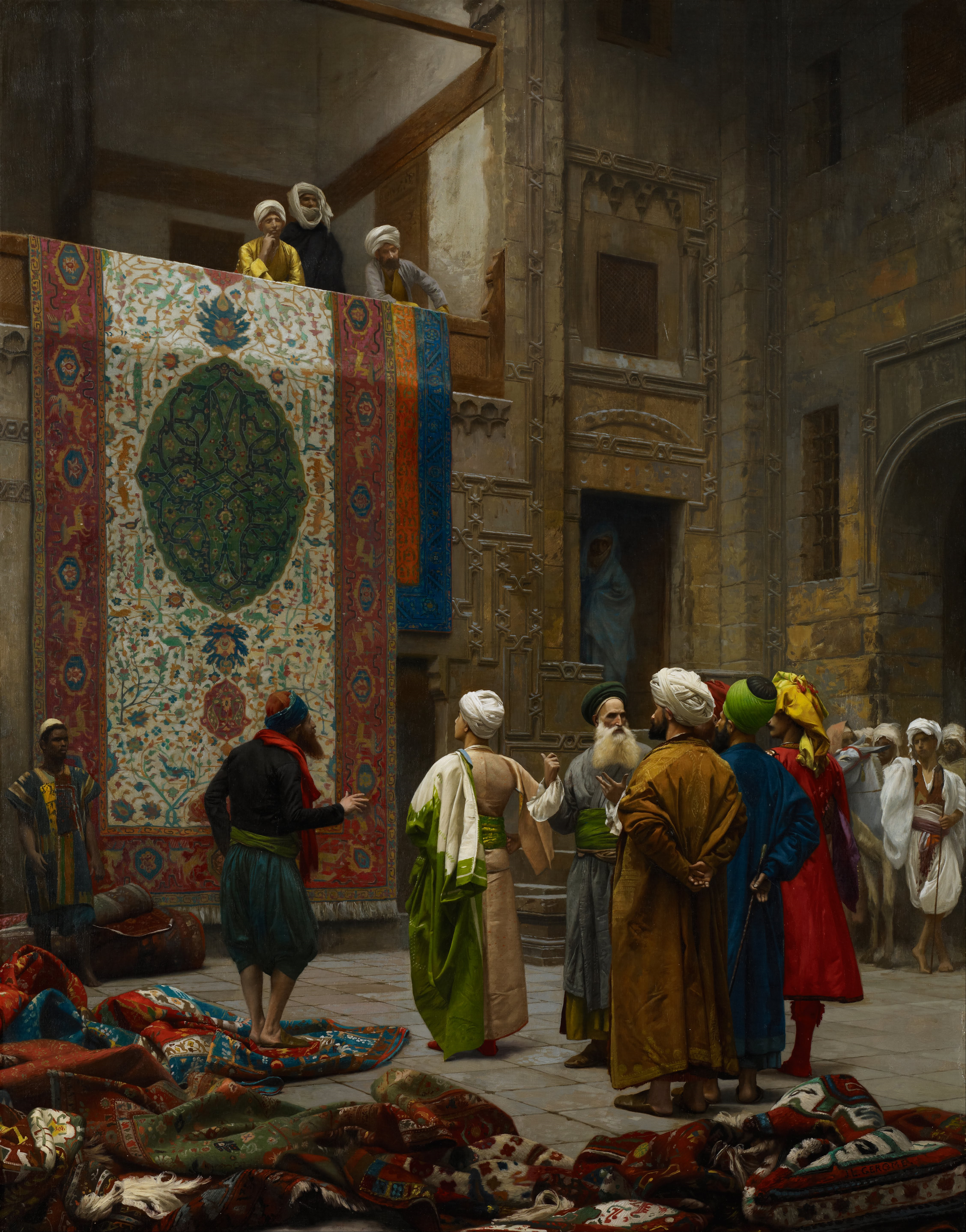
Handlarz dywanów (Sprzedawca dywanów w Kairze) (ok. 1887), Minneapolis Institute of Art
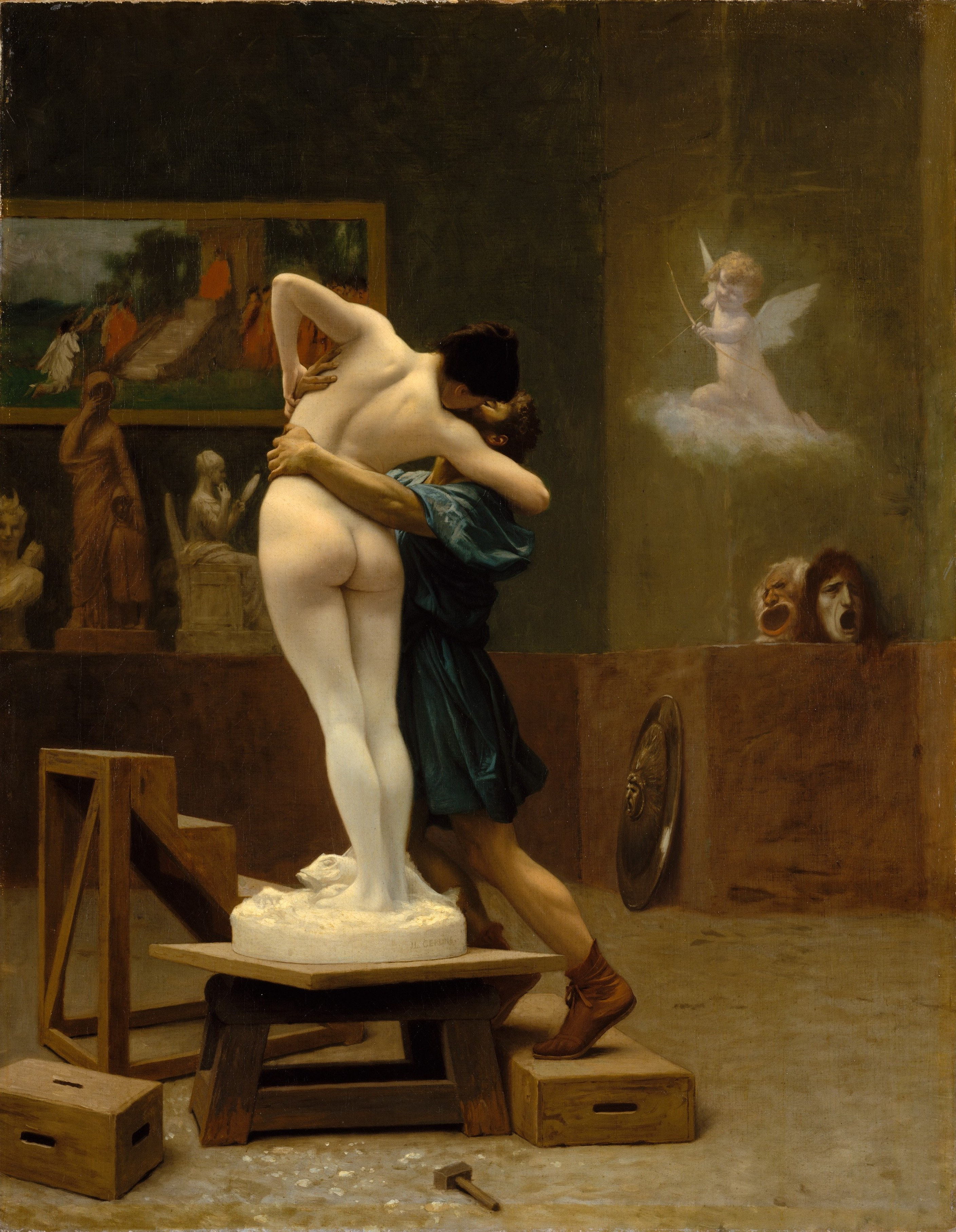
Pigmalion i Galatea (1890), Metropolitan Museum of Art, Nowy Jork

## Literatura
- Ilaria Ciseri, Romantyzm, Warszawa: Arkady, 2009. ISBN 978-83-213-4599-4
- Andrzej Dulewicz, Encyklopedia sztuki francuskiej, Warszawa: Wydaw. Naukowe PWN; WAiF 1997, ISBN 83-01-12330-3
- Maria Poprzęcka, Akademizm, Warszawa: WAiF, 1989, ISBN 83-221-0448-0, OCLC 749165648. Brak numerów stron w książce